# Backstreet Boys: Larger Than Life
Backstreet Boys: Larger Than Life foi o primeiro concerto de residência do grupo estadunidense Backstreet Boys,  realizado através do Zappos Theater no Planet Hollywood Resort and Casino, em Las Vegas, Nevada. Sua primeira apresentação ocorreu em 1 de março de 2017 e foi encerrado em 27 de abril de 2019, a fim do grupo iniciar sua 11ª turnê mundial em maio do mesmo ano. 

## Antecedentes e desenvolvimento
Em 1 de abril de 2016, Nick Carter disse ao programa Entertainment Tonight, que o Backstreet Boys havia assinado um contrato com a Live Nation, a fim de realizar nove concertos de uma "residência de teste" em Las Vegas. AJ McLean confirmou o acordo, dizendo à revista Us Weekly, que a residência iniciaria em janeiro de 2017. Mais tarde, em 23 de setembro de 2016, o grupo anunciou oficialmente sua residência em Las Vegas e seu título como sendo Backstreet Boys: Larger Than Life.
A produção e criação do concerto de residência ficou a cargo de Raj Kapoor. Os membros do Backstreet Boys revelaram que utilizaram a plataforma de vídeos Youtube, para encontrar parte de sua coreografia antiga e que foram realizados de seis a oito semanas de ensaios. Sobre o processo de produção de Backstreet Boys: Larger Than Life, Howie Dorough declarou: 
"Queríamos fazer um concerto que nossos fãs dedicados comparecessem, porém também um concerto que as pessoas que talvez não estejam com o BSB, mas que tenham uma noite de folga em Las Vegas e estejam procurando algo para fazer, ainda achem divertido".

## Recepção comercial
Após o anúncio do concerto de residência, iniciou-se a venda de ingressos em 1 de outubro de 2016. Esta primeira etapa com nove apresentações, gerou uma receita total de mais de cinco milhões de dólares, com uma média de 4.667 pessoas por concerto, tornando-o a residência mais frequentada em Las Vegas em termos de público médio. Além disso, de acordo com o relatório da KVVU-TV, Backstreet Boys: Larger Than Life tornou-se na ocasião, a residência mais rápida a ser vendida em Las Vegas da história. E a primeira vez que o Planet Hollywood abriu assentos na sacada para a atração principal, tornando o teatro com dois mil assentos maior que as residências de Jennifer Lopez e Britney Spears. Posteriormente, concertos adicionais foram incluídos para os meses de abril e junho de 2017. 
Com a recepção positiva adquirida da venda de ingressos, em junho de 2017, foi divulgado o início das vendas de mais quinze datas adicionais, o que estendeu a residência até fevereiro de 2018. Além disso, foi anunciado que o Backstreet Boys havia efetuado uma parceria com a instituição filantrópica Boys & Girls Club of Southern Nevada, para realizar a doação de um dólar por cada ingresso vendido. Em  fevereiro de 2018, foi divulgado o início das vendas de 21 datas para os meses de junho a novembro de 2018, encerrando os concertos daquele ano do grupo.
Em 2019, duas novas etapas de Backstreet Boys: Larger Than Life foram realizadas nos meses de fevereiro e abril, antes de seu encerramento temporário, devido ao início da turnê mundial DNA World Tour em maio de 2019, em apoio ao nono álbum de estúdio do grupo intitulado DNA (2019).   

## Repertório
1. "Larger than Life"
2. "The One"
3. "Get Down (You're the One for Me)"
4. "Drowning"
5. "Incomplete"
6. "Quit Playing Games (with My Heart)"
7. "Show Me the Meaning of Being Lonely"
8. "I'll Never Break Your Heart"
9. "Anywhere for You"*
10. "Darlin"
11. "Undone"
12. "As Long as You Love Me"
13. "The Call"
14. "We've Got it Goin' On"
15. "Get Another Boyfriend"
16. "More than That"
17. "All I Have to Give"
18. "Shape of My Heart"
19. "Don't Go Breaking My Heart"
20. "I Want It That Way"

Bis
1. "Everybody (Backstreet's Back)"

## Datas
| Data                    | Ingressos Vendidos / Disponíveis | Receita     |
| Etapa 1                 | Etapa 1                          | Etapa 1     |
| ----------------------- | -------------------------------- | ----------- |
| 1 de março de 2017      | 42,000 / 44,112 (95%)            | $5,399,176  |
| 3 de março de 2017      | 42,000 / 44,112 (95%)            | $5,399,176  |
| 4 de março de 2017      | 42,000 / 44,112 (95%)            | $5,399,176  |
| 8 de março de 2017      | 42,000 / 44,112 (95%)            | $5,399,176  |
| 10 de março de 2017     | 42,000 / 44,112 (95%)            | $5,399,176  |
| 11 de março de 2017     | 42,000 / 44,112 (95%)            | $5,399,176  |
| 15 de março de 2017     | 42,000 / 44,112 (95%)            | $5,399,176  |
| 17 de março de 2017     | 42,000 / 44,112 (95%)            | $5,399,176  |
| 18 de março de 2017     | 42,000 / 44,112 (95%)            | $5,399,176  |
| Etapa 2                 |                                  |             |
| 12 de abril de 2017     | 34,116 / 38,267 (89%)            | $4,678,081  |
| 14 de abril de 2017     | 34,116 / 38,267 (89%)            | $4,678,081  |
| 15 de abril de 2017     | 34,116 / 38,267 (89%)            | $4,678,081  |
| 19 de abril de 2017     | 34,116 / 38,267 (89%)            | $4,678,081  |
| 21 de abril de 2017     | 34,116 / 38,267 (89%)            | $4,678,081  |
| 22 de abril de 2017     | 34,116 / 38,267 (89%)            | $4,678,081  |
| 26 de abril de 2017     | 34,116 / 38,267 (89%)            | $4,678,081  |
| 28 de abril de 2017     | 34,116 / 38,267 (89%)            | $4,678,081  |
| Etapa 3                 |                                  |             |
| 15 de junho de 2017     | 48,126 / 48,878 (98%)            | $6,447,389  |
| 16 de junho de 2017     |                                  |             |
| 17 de junho de 2017     |                                  |             |
| 21 de junho de 2017     |                                  |             |
| 23 de junho de 2017     |                                  |             |
| 24 de junho de 2017     |                                  |             |
| 28 de junho de 2017     |                                  |             |
| 30 de junho de 2017     |                                  |             |
| 1 de julho de 2017      |                                  |             |
| Etapa 4                 |                                  |             |
| 8 de novembro de 2017   | 18,811 / 23,716 (79%)            | $2,748,074  |
| 10 de novembro de 2017  | 18,811 / 23,716 (79%)            | $2,748,074  |
| 11 de novembro de 2017  | 18,811 / 23,716 (79%)            | $2,748,074  |
| 15 de novembro de 2017  | 18,811 / 23,716 (79%)            | $2,748,074  |
| 17 de novembro de 2017  | 18,811 / 23,716 (79%)            | $2,748,074  |
| 18 de novembro de 2017  | 18,811 / 23,716 (79%)            | $2,748,074  |
| Etapa 5                 |                                  |             |
| 31 de janeiro de 2018   | 30,945 / 37,132 (83%)            | $4,786,907  |
| 2 de fevereiro de 2018  | 30,945 / 37,132 (83%)            | $4,786,907  |
| 3 de fevereiro de 2018  | 30,945 / 37,132 (83%)            | $4,786,907  |
| 7 de fevereiro de 2018  | 30,945 / 37,132 (83%)            | $4,786,907  |
| 9 de fevereiro de 2018  | 30,945 / 37,132 (83%)            | $4,786,907  |
| 10 de fevereiro de 2018 | 30,945 / 37,132 (83%)            | $4,786,907  |
| 14 de fevereiro de 2018 | 30,945 / 37,132 (83%)            | $4,786,907  |
| 16 de fevereiro de 2018 | 30,945 / 37,132 (83%)            | $4,786,907  |
| 17 de fevereiro de 2018 | 30,945 / 37,132 (83%)            | $4,786,907  |
| Etapa 6                 |                                  |             |
| 25 de julho de 2018     | 31,139 / 36,543 (85%)            | $3,854,449  |
| 27 de julho de 2018     | 31,139 / 36,543 (85%)            | $3,854,449  |
| 28 de julho de 2018     | 31,139 / 36,543 (85%)            | $3,854,449  |
| 1 de agosto de 2018     | 31,139 / 36,543 (85%)            | $3,854,449  |
| 3 de agosto de 2018     | 31,139 / 36,543 (85%)            | $3,854,449  |
| 4 de agosto de 2018     | 31,139 / 36,543 (85%)            | $3,854,449  |
| 8 de agosto de 2018     | 31,139 / 36,543 (85%)            | $3,854,449  |
| 10 de agosto de 2018    | 31,139 / 36,543 (85%)            | $3,854,449  |
| 11 de agosto de 2018    | 31,139 / 36,543 (85%)            | $3,854,449  |
| Etapa 7                 |                                  |             |
| 24 de outubro de 2018   |                                  |             |
| 26 de outubro de 2018   |                                  |             |
| 27 de outubro de 2018   |                                  |             |
| 31 de outubro de 2018   |                                  |             |
| 2 de novembro de 2018   |                                  |             |
| 3 de novembro de 2018   |                                  |             |
| 7 de novembro de 2018   | 21,057 / 24,789 (85%)            | $1,484,562  |
| 9 de novembro de 2018   | 21,057 / 24,789 (85%)            | $1,484,562  |
| 10 de novembro de 2018  | 21,057 / 24,789 (85%)            | $1,484,562  |
| 14 de novembro de 2018  | 21,057 / 24,789 (85%)            | $1,484,562  |
| 16 de novembro de 2018  | 21,057 / 24,789 (85%)            | $1,484,562  |
| 17 de novembro de 2018  | 21,057 / 24,789 (85%)            | $1,484,562  |
| Etapa 8                 |                                  |             |
| 6 de fevereiro de 2019  |                                  |             |
| 8 de fevereiro de 2019  |                                  |             |
| 9 de fevereiro de 2019  |                                  |             |
| 13 de fevereiro de 2019 |                                  |             |
| 15 de fevereiro de 2019 |                                  |             |
| 16 de fevereiro de 2019 |                                  |             |
| 20 de fevereiro de 2019 |                                  |             |
| 22 de fevereiro de 2019 |                                  |             |
| 23 de fevereiro de 2019 |                                  |             |
| Etapa 9                 |                                  |             |
| 10 de abril de 2019     | 37,315 / 40,786 (91%)            | $5,489,843  |
| 12 de abril de 2019     | 37,315 / 40,786 (91%)            | $5,489,843  |
| 13 de abril de 2019     | 37,315 / 40,786 (91%)            | $5,489,843  |
| 17 de abril de 2019     | 37,315 / 40,786 (91%)            | $5,489,843  |
| 19 de abril de 2019     | 37,315 / 40,786 (91%)            | $5,489,843  |
| 20 de abril de 2019     | 37,315 / 40,786 (91%)            | $5,489,843  |
| 24 de abril de 2019     | 37,315 / 40,786 (91%)            | $5,489,843  |
| 26 de abril de 2019     | 37,315 / 40,786 (91%)            | $5,489,843  |
| 27 de abril de 2019     | 37,315 / 40,786 (91%)            | $5,489,843  |
| Total                   | 263,509 / 294,123                | $36,230,259 |